# Адолф Дистервег
Фридрих Адолф Вилхелм Дистервег (рођен 29. октобра 1790, у Зигену, у Немачкој, преминуо 7. јула 1866. године, у Берлину), је био немачки педагог.

## Биографија
Фридрих Адолф Вилхелм Дистервег потиче из чиновничке породице. У детињству је заволео природу у којој је радо боравио, па се то испољило и у његовим педагошким радовима. Након завршеног факултета, Дистервег је наставник математике и физике у огледној школи у Франкфурту на Мајни. Тако се нашао у средини присталица Песталоција чија је дела интензивно проучавао. Напредовао је у звању и постао директор гимназије, што му је омогућило теоријско уопштавање школског искуства. Био је директор Учитељске школе у Марсеју (1820—1832), па је у школи спроводио Песталоцијеве педагошке принципе, а покренуо је (1827) педагошки часопис „Рајнски листићи за образовање и наставу“ (Rheinische Blätter für Erziehung und Unterricht).
Његова учитељска школа убрзо је постала центар песталоцијанства у Немачкој и уједно пример како ваља припремати нове учитељске кадрове. Од 1832—1847. године директор је Учитељске школе у Берлину, где је наставио пропаганду песталоцијанства и исте године основао педагошко друштво. Његовом иницијативом било је преуређено старо учитељско друштво, а 1840. председник је новооснованог „Општег учитељског савеза“. Његово деловање на уједињавању и организовању учитељства, а такође и његов напредни став у погледу религије, јер је био противник клерикализма и присталица рационалног хришћанства, по узору на Песталоција, као и његове симпатије према сиротињи и радништву донели су му низ прогона од стране пруске рекционарне владе.
У три расправе (1836) „Животно питање цивилизације“ указује на друштвену неједнакост, на супротности немаштине и богатства. Неједнакост међу људима у друштву несрећа је за човечанство, наглашавао је Дистервег у својим радовима. Указивао је на зближавање радника и њихове организације, али све се то спроводи, по његовом мишљењу, у виду мирне самопомоћи и љубави према људима. И Дистервег као и Песталоци далеко је од помисли о социјалном преображају друштва, а ограничава се само на подизање материјалног положаја радника у границама ондашњег друштва. Репресије према Дистервегу започеле су 1836. године након објављених чланака као неприличних за чиновника. У то време у Немачкој су нарастала револуционарана расположења, а ступањем на престо Фридриха Вилхелма IV (1840) почиње борба с порастом друштвеног покрета. Дистервег је 1847. године након владине ревиѕије његовог рада био уклоњен с управе учитељске школе, а након гушења револуције (1848) принуђен је да поднесе оставку на службу. Након оставке још се више посветио литерарно-педагошком раду, продужио је да издаје „Рајнске листиће за образовање и наставу“, а од 1851. године издаје и „Педагошки годишњак“.
Као и раније, Дистервег је иступао у заштиту школе од црквеног догматизма и борио се за световност наставе. Када је пруско министарство издало (1854) школске законе („регулативе“), који су снижавали ниво школе и појачавали њен конфесионални карактер, Дистервег је одлучно иступао против њих. Борбу против реакције у области школског рада продужио је као народни заступник. С парламентарне трибине наставља борбу против владине политике и до смрти води напредно немачко учитељство.

## Васпитни циљ
Дистервег није толико значајан као оригиналан мислилац, већ као човек који је веома успешно умео да популарише педагошке идеје других, пре свега Песталоција. Он се заузима за општечовечанско васпитање, то јест, његов васпитни идеал био је развити човека, све његове душевне снаге, и то ускладу са истином, добротом и лепотом. Ако васпитач жели да постигне тај циљ, треба да поступа мудро, свој рад мора да доведе у склад са дечјом саморадиношћу, његовом природом и датим културним степеном. Мада је Дистервег својим васпитним циљем поставио доста широк васпитни програм, ипак је у својој педагогији занемарио морално и естетско васпитање. Популарисање Песталоцијевих идеја није ишло у том правцу.
Као веома значајан постулат сваког образовања, Дистервег истиче да предавач мора да усаглашава свој рад са људском природом. Тиме он истиче начело прилагођавања природи, које је позајмио од Русоа и Песталоција и коме је дао своје објашњење.
Начело усклађености са културом, Дистервег објашњава: „У васпитању треба узимати у обзир услове места и времена, једном речју сву савремену културу, специјално кутуру државе, ученикове домовине“ .

## Дидактика
Много више пажње посвећивао је васпитању ума, које је разрађивао детаљније него Песталоци, и тако је омогућио да Песталоцијеве идеје постану приступачније. Дистервегова дидактичка настојања била су у складу са свим његовим напорима за практично побољшање школства. Он је изузетно много урадио за образовање учитељства.
Дистервег је изузетно ценио школу и дисциплину, па је његова главна брига била да из школа уклони формалистички наставни дух и касарнски карактер пруских школа. Он је указао да школа треба не само да образује већ и да васпитава, а као главна средства васпитања предлаже: систематску наставу, добар пример и дисциплину.

### Дидактички принципи
У складу са тим својим основним схватањем наставе, Дистервег је формулисао и више наставних принципа. Разумљиво је што је под утицајем Хербартовим придавао настави васпитни карактер. Настава треба да развија не само мишљење него и осећање, вољу и карактер. Пошто се у Дистервеговом наставном процесу ради о три степена: о чулној перцепцији, умном сазнавању и прерађивању, наставу треба почети очигледно. Дете треба преко представа водити ка појмовима и сређивању градива и његовом коришћењу. Зато што треба водити рачуна о дечјој природи у сваком погледу, настава мора бити индивидуализована.
Природа детета тражи да настава треба да буде и поступна. Као код принципа веома је наглашавао правила: од лакшег ка тежем, од појединачног ка општем, од конкретног ка апстрактном, од ближег ка даљем, од познатог ка непознатом, али препоручује да та правила учитељ не узима у обзир по сваку цену. Ипак је у томе био сувише склон индуктивном путу сазнавања у настави, што је такође разумљиво због занемаривања индуктивног сазнавања у феудалној школи, против које се борио.
Настава треба да развија дечју самоактивност. Тако ће се најбоље пробудити и интересовање детета. У ту сврху Дистервег је, насупрот догматској настави, тражио да учитељ у настави пружа градиво по одређеном систему и да при том примењује два начина: тумачење и разговор. Дистервег говори о два наставна облика: о облику објашњавања и о развојно-упитном облику. Очигледно је да је Дистервег ове две методе сувише одвајао међусобно, док их у настави треба повезивати, и то већ у основној школи на начин који ће одговарати дечјим способностима.
Високо је ценио трајност знања. Зато је исувише важно да учитељ градиво не прелази сувише брзо, да чешће понавља са ученицима оне основне ствари које су најважније, да у новом облику понавља старо и да то примењује приликом обрађивања новог градива.
Кад је Дистервег говорио о наставним предметима, о општечовечанском образовању, поделио је предмете на: историјске (историја, географија) и рационалне (математика, физика). Правилно је наслутио да избор наставне методе треба да се такође управља према наставном градиву, али је једнострано закључивао тражећи од учитеља да у историјским предметима само тумачи, а да у рационалним предметима само разговара. Тек обе методе помажу развоју дечјих душевних снага.

## О учитељу
Дистервег је много тражио од учитеља. Пре свега, захтева од њега да буде заиста широко и добро образован, како у наставним предметима, тако и у педагогији, психологији, логици и специјалној методици. Учитељ треба стално да се усавршава.
Његов рад у школи треба да буде промишљен и енергичан. Само тако ће моћи да води ученике и да у њима буди самоактивност. Он мора, даље, да пази на дечји говор, јер га тиме наводи и на прецизно мишљење и просуђивање. Таквим радом уједно он ученике и дисциплинује. Свим тим заједно он их и морално васпитава. Учитељ треба, пре свега, и сам да буде васпитан.
Учитељ не сме да се ограничава само на школски рад, већ треба да буде живи део заједнице у којој ради. Зато треба да се труди око подизања културно-просветног нивоа одраслих (да сарађује у библиотекама, у различитим клубовима за образовање одраслих, сам треба да даје подстицај за оснивање таквих клубова).
У организацији наставе и васпитања улога учитеља је од великог значаја. Зато и каже: „Где год школе назадују кривица је наставника; а где год напредује, једина је заслуга наставника“.

## Дела
Дистервег је врло плодан педагошки писац. Објавио је преко 400 чланака о разним педагошким питањима и око 50 књига иѕ педагогије и дидактике, посебно методике математике и матерњег језика, као и више уџбеника за народне школе. Његов најпознатији рад је „Путоказ за образовање немачких учитеља“, који је саставио 1834. године у сарадњи са учитељима, присталицама Песталоција.

## Цитати
Дистервег је заступао идеју општечовечанског образовања. Школа мора бити носилац човечности и хуманости јер одгаја људе и грађане, а не „праве Прусе“. У једном од својих чланака обраћа се учитељима па наглашава: „Говори и мисли: човек-то је моје име, Немац-то је моје презиме.“ Позната је и његова изрека: „Љубав према човечанству и љубав према домовини морају ићи руку под руку.“

## Његов педагошки значај
У темеље педагошких назора Дистервег је поставио три принципа: саморадњу, прилагођавање природи и прилагођавање култури. Одгајање, говорио је Дистервег, креће се само у границама саморадње, па је и главни циљ оног који одгаја развијање саморадње у детету. То значи да учитељ мора пре свега умети изазвати саморадњу ученика. Принцип прилагођавања природи Дистервег схвата у помагању развијања основа детета, разликујући у човековом развоју три ступња:
- ступањ владавине осећања,
- ступањ памћења,
- ступањ разума.

Принцип прилагођавања култури Дистервег објашњава следећим речима „У одгајању треба узимати у обзир услове, место и време, једном речју, сву савремену културу, посебно културу државе ученикове домовине.“
Главна заслуга Адолфа Дистервега је у томе што се успешно и упорно борио на подручју практичне и теоретске педагогије против формалистичког и касарнског уређења пруског школства и наставе (упореди његову борбу против конфесионалне школе, против пруских школских закона). Због свега тога, а нарочито још због детаљније разраде дидактичких принципа, имао је утицаја и на напредно учитељство.
Дистервег заузима почасно место у историји педагогије, пошто су његови педагошки захтеви били изванредно актуелни у политичкој и идеолошкој борби његовог доба. Његови захтеви су били уперени против феудалне реакције, нарочито против свештенства које је играло одлучујућу улогу у школству. Тражио је да учитељи буду педагошки образовани и одбацивао је педагошки дилетантизам. Против утицаја цркве на основну школу борио се и захтевом мистике, и тражио је да у омладини треба развијати способност за сазнавање (хеуристички разговор). Тиме је наступао против феудалне тежње да омладини треба у главу улити вечите истине. Насупрот феудалној педагогији, која је природу сматрала поквареном, Дистервег је тражио да васпитање буде у складу са природом детета. Овим захтевима је директно побијао гледишта идеолога који су хтели да врате школу под окриље цркве. Дистервег је најнапреднији педагог Немачке у првој половини XIX века.